# 短尾海龙
短尾海龙（学名：Microphis brachyurus brachyurus）又名短尾腹囊海龍，为輻鰭魚綱棘背魚目海龙科腹囊海龙属的鱼类。分布于各大洲熱帶及亞熱帶的河流、半鹹水水域，體長可達22公分，屬肉食性，以蠕蟲、甲殼類等為食。该物种的模式产地在苏门答腊。